# 박소담
박소담(1991년 9월 8일 ~ )은 대한민국의 배우이다.

## 과거 삶과 경력
박소담은 고등학교 재학 당시 뮤지컬 《그리스》를 보고 연기에 관심을 갖기 시작했다. 이후 대학에 진학한 그녀는 재학 중에 오디션을 통해 여러 편의 독립 영화에 출연하면서 경력을 시작했다. 독립 영화 속에서 다재다능한 연기를 선보이던 박소담은 한국 영화 아카데미(KAFA FILIMS)에서 제작한 영화 《잉투기》와 독립 영화 《소녀》에 출연하였고, 부산 국제 영화제에 초연되었다. 이 시기에 그녀는 《마담 뺑덕》과 《상의원》에서 조연 역할을 연기했다.
그녀는 2015년 흥행작인 《베테랑》, 《사도》외에도 《검은 사제들》에서 악령에 시달리는 소녀 영신 역할로 삭발을 감행하는 연기로 강렬한 인상을 남긴 후, 부산영화평론가협회상, 올해의 영화상, 춘사영화상, 백상예술대상 신인여우상과 청룡영화상, 부일영화상 등 다수
의 여우조연상을 수상하며 배우로써 자신의 이름을 알렸다.
박소담은 영화에서 텔레비전으로 자신의 연기 영역을 확대했다. 2016년에는 로맨스 드라마 《신데렐라와 네 명의 기사》와 메디컬 드라마 《뷰티풀 마인드》로 주연을 맡았다. 특히 《뷰티풀 마인드》는 그녀의 첫 지상파 주연작이다.
2019년 박소담은 봉준호 감독의 블랙 코미디 영화 《기생충》에 반지하 집에 사는 김기택의 딸이자 미대 지망생 김기정 역을 연기했다. 이 영화는 제72회 칸 영화제 황금종려상과 제92회 아카데미 시상식에서 최우수 작품상과 국제장편영화상을 수상하는 등 국제적인 비평을 받으며, 한국과 해외 지역에서 흥행작으로 큰 성공을 거뒀다. 2019년 8월부터 10월까지 방송된 《삼시세끼 - 산촌편》과 2020년 10월부터 방송된 《갬성캠핑》에서 고정 출연으로 맹활약하면서 더욱 인지도를 넓히게 되었다.
2020년 8월 말 첫방송을 시작한 청춘 드라마 《청춘기록》으로 4년여만에 TV 드라마에 출연했다. 극중 자신만의 브랜드를 가진 메이크업 아티스트가 꿈인 안정하 역할을 연기, 좋은 반응을 얻고 있다.

## 필모그래피

### 영화
- 2013년 영화 《더도 말고 덜도 말고》 ... 여고생 역
- 2013년 영화 《소녀》 ... 지연 역
- 2013년 영화 《잉투기》 ... 연희 역
- 2013년 영화 《사형극장》 ... 여고생 역
- 2014년 영화 《이쁜 것들이 되어라》 ... 은선 역
- 2014년 영화 《일대일》 ... 다방오양 역
- 2014년 영화 《마담 뺑덕》 ... 클럽 청이친구 역
- 2014년 영화 《레디액션 청춘》 ... 연주 역
- 2014년 영화 《상의원》 ... 유월 역
- 2014년 영화 《플레이 걸》
- 2014년 영화 《수지》 ... 수지 역
- 2014년 영화 《고리》 ... 이미영 역
- 2014년 영화 《아름다운 임종》 ... 딸 역
- 2014년 영화 《블루 먼데이의 여자》 ... 소담 역
- 2015년 영화 《쎄시봉》 ... 여고생 1 역
- 2015년 영화 《경성학교: 사라진 소녀들》 ... 홍연덕 역
- 2015년 영화 《베테랑》 ... 앳된 막내 역 (천만영화)
- 2015년 영화 《사도》 ... 내인 문소원 역
- 2015년 영화 《검은 사제들》 ... 이영신 역
- 2015년 영화 《뱀파이어는 우리 옆집에 산다》 ... 나미 역
- 2015년 영화 《굿맨-1》
- 2016년 영화 《설행 눈길을 걷다》 ... 마리아 역
- 2016년 영화 《국가대표 2》 ... 리지혜 역 (특별출연)
- 2017년 영화 《대장 김창수》 ... 한영희 역
- 2018년 영화 《군산: 거위를 노래하다》 ... 주은 역
- 2019년 영화 《언더독》 ... 밤이 역 (목소리출연)
- 2019년 영화 《기생충》 ... 김기정 역 (천만영화)
- 2020년 영화 《후쿠오카》 ... 소담 역
- 2022년 영화 《특송》 ... 장은하 역
- 2023년 영화 《유령》 ... 요시나가 유리코 / 안광옥 역
- 2025년 영화 《경주기행》 ... 영주 역
- 2025년 영화 《길 위의 뭉치》 ... 밤이 역 (목소리출연)

### 드라마
- 2015년 KBS2 드라마스페셜 《붉은 달》 ... 화완옹주 역
- 2015년 On Style 8부작 미니시리즈 《처음이라서》 ... 한송이 역
- 2016년 KBS2 월화 미니시리즈 《뷰티풀 마인드》 ... 계진성 역
- 2016년 tvN 금토 미니시리즈 《신데렐라와 네명의 기사》
- 2020년 tvN 월화 미니시리즈 《청춘기록》 ... 안정하 역
- 2023년 TVING 오리지널 시리즈 《이재, 곧 죽습니다》 ... 죽음 역

### 연극
| 연도 | 제목              | 역할     | 장소                                                         |
| ---- | ----------------- | -------- | ------------------------------------------------------------ |
| 2016 | 렛미인            | 일라이   | 예술의전당 CJ 토월극장 2016년 1월 21일 ~ 2월 28일 공연       |
| 2016 | 클로저            | 앨리스   | 예그린씨어터 2016년 9월 6일 ~ 11월 13일 공연                 |
| 2018 | 앙리할아버지와 나 | 콘스탄스 | 예스24스테이지 1관外 2017년 12월 15일 ~ 2018년 2월 18일 공연 |
| 2020 | 앙리할아버지와 나 | 콘스탄스 | 예스24 스테이지 1관外 2020년 12월 3일 ~ 2021년 2월 14일 공연 |

## 연기 외 활동

### 텔레비전 프로그램
| 연도 | 방송사 | 제목                                     | 역할                                          | 참고                                                                 |
| ---- | ------ | ---------------------------------------- | --------------------------------------------- | -------------------------------------------------------------------- |
| 2016 | MBC    | 황금어장 - 라디오스타                    | 게스트                                        | "이 구역의 미친 자는 나야" 특집 462회, 2016년 1월 20일 방송분        |
| 2016 | tvN    | 내게 남은 48시간                         | 게스트                                        | 2016년 11월 30일 ~ 12월 21일 방송분                                  |
| 2019 | tvN    | 삼시세끼 - 산촌편                        | 고정 출연 (With 염정아, 윤세아)               | 11부작, 2019년 8월 9일 ~ 10월 18일 방송분                            |
| 2020 | JTBC   | 제34회 골든디스크 어워드 with 틱톡       | MC (With 이승기)                              | 2020년 1월 4일                                                       |
| 2020 | JTBC   | 갬성캠핑                                 | 고정 출연 (With 안영미, 박나래, 솔라, 손나은) | 2020년 10월 13일 ~ 현재 방송중                                       |
| 2020 | JTBC   | 아는 형님                                | 게스트                                        | 형님학교 - 권유리 & 박소담 & 채수빈 편 258회, 2020년 12월 5일 방송분 |
| 2021 | JTBC   | 제34회 골든디스크 어워드 with 큐라프록스 | MC (With 이승기)                              | 2021년 1월 9일                                                       |
| 2021 | MBC    | 황금어장 - 라디오스타                    | 게스트                                        | "전국케미자랑" 특집 747회, 2021년 11월 24일 방송분                   |
| 2023 | tvN    | 놀라운토요일                             | 게스트                                        | 2023년 1월 28일                                                      |

### 광고
| 연도      | 기업명              | 제품명                                 | 종류                        | 공동 출연 |
| --------- | ------------------- | -------------------------------------- | --------------------------- | --------- |
| 2014      | 아모레퍼시픽        | 이니스프리 - 플레이그린 & 그린페스티벌 | 화장품                      | 윤아      |
| 2014      | LG전자              | LG전자 아이디어페이지 편               | 전자제품                    |           |
| 2015      | 롯데칠성            | 칠성사이다                             | 음료                        |           |
| 2016      | (주)THE SOFAA       | 다소파(THE SOFAA)                      | 여성 의류                   |           |
| 2016      | (주)에이블씨앤씨    | 미샤(슈퍼아쿠아 아이스티어/라인프렌즈) | 화장품                      |           |
| 2016      | 동원F&B             | 덴마크 드링킹요쿠르트                  | 유제품                      |           |
| 2016      | 동원F&B             | 덴마크 커핑로드                        | 컵커피                      |           |
| 2016      | 유니레버            | 립톤 - 스마일 캠페인                   | 음료                        |           |
| 2016      | 롯데주류            | 청하                                   | 주류                        |           |
| 2016      | 스타콜라보          | 채리어트                               | 의류                        | 정일우    |
| 2016      | 레드포색 코리아     | 레스포색                               | 아메리칸 캐주얼 가방 브랜드 |           |
| 2016      | 르노코리아          | SM3                                    | 자동차                      |           |
| 2017      | 넥슨                | 서든어택                               | 모바일게임                  |           |
| 2017      | 비엔에이치 코스메틱 | 아크웰                                 | 화장품                      |           |
| 2018      | (주)사람인HR        | 취업포털 사람인                        | 구인구직 포털 서비스        |           |
| 2019~2020 | (유)알지피코리아    | 요기요                                 | 배달앱                      |           |
| 2019~현재 | 코오롱인더스트리    | 에피그램                               | 의류                        | 공유      |
| 2020~현재 | 종근당              | 닥터락토                               | 화장품                      |           |

### 홍보대사
| 연도 | 기관/직함                             | 참고        |
| ---- | ------------------------------------- | ----------- |
| 2015 | 제2회 들꽃영화상 - 들꽃친구들 선정    |             |
| 2016 | 제18회 서울국제청소년영화제 홍보 대사 | with 유태오 |

## 수상 및 후보
| 연도 | 시상식                                                    | 부문                          | 작품                        | 결과 | 출처                               |
| ---- | --------------------------------------------------------- | ----------------------------- | --------------------------- | ---- | ---------------------------------- |
| 2015 | 제24회 부일영화상                                         | 신인 여자연기상               | 《경성학교: 사라진 소녀들》 | 후보 |                                    |
| 2015 | 제52회 대종상                                             | 신인여우상                    | 《경성학교: 사라진 소녀들》 | 후보 | [ 15 ]                             |
| 2015 | 제36회 청룡영화상                                         | 신인여우상                    | 《경성학교: 사라진 소녀들》 | 후보 | [ 16 ]                             |
| 2015 | 제16회 부산영화평론가협회상                               | 신인여우상                    | 《경성학교: 사라진 소녀들》 | 수상 | [ 17 ]                             |
| 2015 | 제16회 올해의 여성영화인상                                | 신인연기상                    | 《검은 사제들》             | 수상 | [ 18 ]                             |
| 2015 | 씨네21 영화상                                             | 올해의 여자신인배우           | 《검은 사제들》             | 수상 |                                    |
| 2015 | 한국영화배우협회 스타의 밤 - 대한민국 톱스타상 시상식     | 한국영화 인기스타상           | 《검은 사제들》             | 수상 | [ 19 ]                             |
| 2016 | 제7회 올해의 영화상                                       | 신인여우상                    | 《검은 사제들》             | 수상 | [ 20 ]                             |
| 2016 | 제11회 맥스무비 최고의 영화상                             | 최고의 여자 신인배우상        | 《검은 사제들》             | 수상 | [ 21 ]                             |
| 2016 | 제11회 맥스무비 최고의 영화상                             | 라이징 스타상                 | 《검은 사제들》             | 수상 | [ 21 ]                             |
| 2016 | 제10회 아시안 필름 어워즈                                 | 여우조연상                    | 《검은 사제들》             | 후보 | [ 22 ]                             |
| 2016 | 제21회 춘사영화상                                         | 신인여우상                    | 《검은 사제들》             | 수상 | [ 23 ]                             |
| 2016 | 제52회 백상예술대상                                       | 영화부문 여자 신인연기상      | 《검은 사제들》             | 수상 |                                    |
| 2016 | 제52회 백상예술대상                                       | TV부문 여자 신인연기상        | 《처음이라서》              | 후보 |                                    |
| 2016 | 제5회 아시아태평양 스타 어워즈                            | 여자 신인연기상               | 《신데렐라와 네명의 기사》  | 후보 |                                    |
| 2016 | 제25회 부일영화상                                         | 여우조연상                    | 《검은 사제들》             | 수상 | [ 24 ]                             |
| 2016 | 제25회 부일영화상                                         | 신인 여자연기상               | 《검은 사제들》             | 후보 | [ 24 ]                             |
| 2016 | 제37회 청룡영화상                                         | 여우조연상                    | 《검은 사제들》             | 수상 |                                    |
| 2016 | 제3회 한국영화제작가협회상                                | 여우조연상                    | 《검은 사제들》             | 수상 |                                    |
| 2016 | KBS 연기대상                                              | 여자 신인연기상               | 《뷰티풀 마인드》           | 후보 |                                    |
| 2016 | 2016 스테이지톡 오디언스 초이스 어워즈                    | 최고의 배우 연극 여우신인     | 《렛미인》, 《클로저》      | 수상 |                                    |
| 2017 | 제12회 골든티켓어워즈                                     | 연극 여자배우상               | 《렛미인》, 《클로저》      | 수상 |                                    |
| 2019 | 제28회 부일영화상                                         | 여자 인기스타상               | 《기생충》                  | 후보 |                                    |
| 2019 | 인디와이어 크리틱스 폴                                    | 최우수 여우조연상             | 《기생충》                  | 10위 | [ 25 ]                             |
| 2019 | 제40회 청룡영화상                                         | 여우조연상                    | 《기생충》                  | 후보 |                                    |
| 2019 | 얼라이언스 오브 우먼 필름 저널리스트(여성 영화기자협회)   | 최우수 앙상블상               | 《기생충》                  | 후보 | [ 26 ] [ 27 ]                      |
| 2019 | 오스틴 영화 비평가 협회                                   | 최우수 앙상블상               | 《기생충》                  | 후보 | [ 28 ] [ 29 ]                      |
| 2019 | 콜럼버스 영화 비평가 협회                                 | 최우수 앙상블상               | 《기생충》                  | 2위  | [ 30 ] [ 31 ]                      |
| 2019 | 디트로이트 영화 비평가 협회                               | 최우수 앙상블상               | 《기생충》                  | 후보 | [ 32 ] [ 33 ]                      |
| 2019 | 플로리다 영화 비평가 협회                                 | 최우수 앙상블상               | 《기생충》                  | 후보 | [ 34 ] [ 35 ]                      |
| 2019 | 조지아 영화 비평가 협회                                   | 최우수 앙상블상               | 《기생충》                  | 후보 | [ 36 ]                             |
| 2019 | IGN 어워드                                                | 최우수 영화 앙상블상          | 《기생충》                  | 후보 | [ 37 ] [ 38 ] [ 39 ] [ 40 ] [ 41 ] |
| 2019 | 인디애나 영화 비평가 협회                                 | 최우수 앙상블상               | 《기생충》                  | 후보 | [ 42 ] [ 43 ]                      |
| 2019 | 뮤직 시티 영화 비평가 협회                                | 최우수 연기 앙상블상          | 《기생충》                  | 후보 | [ 44 ] [ 45 ]                      |
| 2019 | 뉴멕시코 영화 비평가 협회                                 | 최우수 앙상블상               | 《기생충》                  | 2위  | [ 46 ]                             |
| 2019 | 여성 영화 비평가 온라인 협회                              | 최우수 앙상블상               | 《기생충》                  | 2위  | [ 47 ] [ 48 ]                      |
| 2019 | 시애틀 영화 비평가 협회                                   | 최우수 앙상블상               | 《기생충》                  | 수상 | [ 49 ] [ 50 ]                      |
| 2019 | 워싱턴 D.C. 아레아 영화 비평가 협회                       | 최우수 앙상블상               | 《기생충》                  | 후보 | [ 51 ]                             |
| 2020 | 제25회 크리틱스 초이스 영화상(미국 방송 영화 비평가 협회) | 최우수 연기 앙상블상          | 《기생충》                  | 후보 | [ 52 ]                             |
| 2020 | 제26회 미국 배우 조합상(스크린 액터 길드 어워드)          | 영화부문 최우수 연기 캐스팅상 | 《기생충》                  | 수상 | [ 53 ]                             |
| 2020 | 골드 더비 디케이드 어워드                                 | 10년간의 최우수 앙상블상      | 《기생충》                  | 수상 | [ 54 ]                             |
| 2020 | 제56회 백상예술대상                                       | 영화부문 여자 조연상          | 《기생충》                  | 후보 |                                    |
| 2021 | 제7회 아시아태평양 스타 어워즈                            | 아이돌챔프 여자 인기상        | 《청춘기록》                | 후보 |                                    |
| 2022 | 제58회 백상예술대상                                       | 영화부문 여자 최우수연기상    | 《특송》                    | 후보 |                                    |
| 2022 | 제27회 춘사국제영화제                                     | 여우주연상                    | 《특송》                    | 후보 |                                    |
| 2022 | 제43회 청룡영화상                                         | 여우주연상                    | 《특송》                    | 후보 |                                    |
| 2022 | 제58회 대종상                                             | 여우주연상                    | 《특송》                    | 후보 |                                    |